# Umizoomi
Umizoomi, på original Team Umizoomi, är en amerikansk-kanadensisk animerad tv-serie från 2010 för barn i förskoleåldern, som visats i Nick Jr. Serien har fokus på att lekfullt lära ut matematiska begrepp som räkning, följder, former, mönster, mätning och jämförelse.
Enligt en medarbetare från Team Umizoomi kommer serien inte att förlängas för en femte säsong.

## Handling
Team Umizoomi är tre gulliga små krabater som håller till mitt i Umi City, en fantastisk stadsmiljö där gatorna är stenlagda med origami, trottoarerna svämmar över av starka färger, till och med avloppsbrunnarna är täckta med virvlande mönster. I varje avsnitt får de någon uppgift, oftast att hjälpa ett barn med något problem, som de löser med mattekunskaper och tittarens medverkan.

## Karaktärer
- Milli – Milli är en 6-årig flicka[3] som tycker om rosa. Hon har tofsar i håret och klänning. Hon gillar att mäta och lösa problem med "mönster-makten". Hennes namn påminner om "millimeter" och mätning.
- Geo – Geo är Millis lillebror och tycker om att sätta former som ett pussel med sitt "formbälte". Hans namn påminner om "geometri" och former.
- Bot – Bot är den bästa roboten som finns. Han har sin TV-mage och sin antenn.

Rollen som fjärde medlem i "Team Unizoomi" har det barn som tittar på serien. Någon av figurerna, oftast Milli, brukar bryta den "fjärde väggen" och tilltala åskådaren direkt, med frågor om form, färg eller antal objekt, som behövs för att lösa uppgifter i serien, så att barnet uppmuntras att bli delaktigt och öva sina mattefärdigheter.
Serien är till största delen animerad, men delvis kombinerad med riktiga människor. Jämfört med de riktiga människorna är Umizoomi-figurerna mindre än en fot långa.